# Paolo Montero
Rónald Paolo Montero Iglesias (sinh ngày 3 tháng 9 năm 1971) là một huấn luyện viên và cựu cầu thủ bóng đá người Uruguay, từng chơi ở vị trí trung vệ hoặc hậu vệ trái. Ông đã từng là huấn luyện viên trưởng của Colón, Rosario Central và hiện đang dắt dắt câu lạc bộ Sambenedettese thi đấu tại Serie C.
Montero bắt đầu sự nghiệp ở quê nhà Urugoay trong màu áo Peñarol vào năm 1990 trước khi chuyển sang thi đấu cho Atalanta của Ý vào năm 1992. Năm 1996, ông gia nhập Juventus và thi đấu tại đây cho đến năm 2005. Tại đây, ông cùng câu lạc bộ giành được bốn Scudesto và nhiều danh hiệu khác. Sau quãng thời gian đó, ông chuyển sang thi đấu cho San Lorenzo của Argentina trong một mùa giải. Sau đó ông trở lại đội bóng quê nhà Peñarol thi đấu thêm hai mùa giải trước khi giã từ sự nghiệp sân cỏ vào năm 2007. Ở cấp độ đội tuyển quốc gia, ông cùng với Uruguay tham dự tại Cúp Liên đoàn các châu lục 1997, Giải vô địch bóng đá thế giới 2002 và Cúp bóng đá Nam Mỹ 2004.

## Sự nghiệp thi đấu

### Peñarol
Montero sinh ra ở Montevideo, thủ đô của Uruguay trong một gia đình có truyền thống bóng đá. Cha của ông là cựu danh thủ người Uruguay Julio Montero Castillo. Khi còn nhỏ, Paolo đã phải cố gắng duy trì điểm số học ở trường, nếu không cha của ông sẽ không cho phép ông tham gia tập luyện bóng đá. Là một người có chuyên môn tốt, Montero bắt đầu sự nghiệp của mình trong màu áo Peñarol vào năm 1990, ở lại đó trong hai mùa giải, có tổng cộng 34 lần ra sân và ghi được một bàn thắng. Montero chuyển đến Atalanta của Ý vào năm 1992.

### Atalanta
Sau khi chuyển đến câu lạc bộ của thành phố Bergamo, Montero trở thành một cầu thủ có suất cố định trong đội hình 11 cầu thủ của đội bóng và là cầu thủ chủ chốt nơi hàng phòng ngự. Trong mùa giải đầu tiên, ông đã có tổng cộng 27 lần ra sân và 2 bàn thắng. Trong mùa giải thứ hai, ông góp mặt trong 30 trận, tuy nhiên cuối mùa giải đó, Atalanta đã phải xuống hạng ở sân chơi Serie B. Mùa giải tiếp theo, ông có 34 lần ra sân cùng 2 bàn thắng, giúp câu lạc bộ thăng hạng trở lại Serie A. Mùa giải 1995-1996, Montero phải vật lộn với chấn thương và chỉ có 23 lần ra sân. Sau bốn năm gắn bó với đội bóng của Bergamo rất ấn tượng, Montero đã đến lúc tìm đến với những đội bóng giàu tham vọng và hùng mạnh hơn ở Ý nói riêng và châu Âu nói chung. Đội bóng tiếp theo mà ông dừng chân chính là Juventus.

### Juventus
Sau khi chuyển đến đội bóng lớn của Torino năm 1996, Montero đã có hơn 30 lần ra sân trong mùa giải đầu tiên với Juventus ở tất cả các giải đấu khác nhau. Và tại đây ông đã đạt được những danh hiệu lớn trong sự nghiệp, bao gồm 4 Scudetto và nhiều danh hiệu khác. Montero cũng giành được ba Siêu cúp Ý, ba lần lọt vào đến trận chung kết UEFA Champions League và hai trận chung kết Coppa Italia với câu lạc bộ trong khoảng thời gian gắn bó với Bà đầm già. Montero được cho là người bạn thân nhất của Zinedine Zidane trong khoảng thời gian cặp đôi này cùng nhau thi đấu cho Juventus, cho đến khi Zidane bị bán cho Real Madrid vào năm 2001. Juventus khi đó thống trị cả quốc nội và là một trong những câu lạc bộ hùng mạnh nhất châu Âu lúc bấy giờ. Hàng phòng ngự của họ được coi là vững chắc nhất nhì thế giới vào thời điểm đó, và các đội đối đầu với họ đều cảm thấy sai lầm khi đặt mục tiêu ghi bàn vào lưới của đối bóng đến từ nước Ý. Montero chơi ở cả hai vị trí ở trung tâm và lệch trái của hàng phòng ngự, rất ăn ý với những cầu thủ danh tiếng lúc bấy giờ như Ciro Ferrara, Mark Iuliano, Gianluca Pessotto, Lilian Thuram, Alessandro Birindelli, Igor Tudor, Gianluca Zambrotta, Nicola Legrottaglie, và Fabio Cannavaro trong khoảng thời gian 10 năm gắn bó. Sau chức vô địch Serie A 2004-05, Montero và Ciro Ferrara rời đội bóng. Trong khi cầu thủ người Urugoay đã chọn trở về Nam Mỹ, thì Ferrara giải nghệ. Montero đã có hơn 200 lần ra sân cho Bianconeri, ghi được 1 bàn thắng. Trong trận Chung kết UEFA Champions League 2003, Montero là một trong ba cầu thủ của Juventus sút hỏng luân lưu, qua đó để vuột mất chức vô địch vào tay A.C. Milan. Với ba lần thất bại trong các trận chung kết UEFA Champions League, Montero cùng với hai người đồng đội ở Juventus là Alessio Tacchinardi và Gianluigi Buffon là những cầu thủ có số lần thất bại trong các trận chung kết UEFA Champions League nhiều nhất.

### San Lorenzo
Sau khi rời Juventus, Montero chuyển đến câu lạc bộ Argentina là San Lorenzo. Thời gian của ông ở câu lạc bộ rất ngắn vì liên tục dính các chấn thương. Montero rời câu lạc bộ chỉ sau 14 lần ra sân và ghi 1 bàn thắng trong trận gặp Racing Club de Avellaneda. Năm 2006, Montero nhận được nhiều lời mời đến từ các câu lạc bộ như Olympiakos hay câu lạc bộ mới được thăng hạng Serie A là Catania; tuy nhiên, Montero đã chọn trở về câu lạc bộ thời thơ ấu của mình, nơi ông bắt đầu sự nghiệp, Peñarol.

### Quay trở lại Peñarol
Mùa giải 2006-07, Montero đã gia nhập lại câu lạc bộ cũ Peñarol, thi đấu một mùa giải trước khi chính thức tuyên bố giã từ sự nghiệp thi đấu. Ông đã ghi 1 bàn trong 26 trận trong mùa giải thi đấu chuyên nghiệp cuối cùng.

## Sự nghiệp quốc tế
Là một thành viên quan trọng của đội tuyển quốc gia Uruguay, Montero lần đầu tiên thi đấu giải đấu lớn cho đội tuyển nước nhà là tại Cúp Liên đoàn các châu lục 1997, Uruguay kết thúc ở vị trí thứ tư. Trước đây, ông từng chơi cho đội U20 Uruguay thi đấu ở Giải vô địch bóng đá U-20 thế giới 1991. Ông cũng đã góp mặt trong đội hình Uruguay dự Giải vô địch bóng đá thế giới 2002, giải đấu mà đội tuyển Uruguay đầy các tài năng đã bị loại một cách đáng thất vọng ở vòng bảng. Tại Cúp bóng đá Nam Mỹ 2004, Montero cùng với đội tuyển Uruguay đã lọt vào tới bán kết nhưng thua đội tuyển Brazil sau loạt luân lưu. Montero cũng là đội trưởng của đội tuyển Uruguay trong nỗ lực tìm kiếm tấm vé dự Giải vô địch bóng đá thế giới 2006 trong một trận play-off liên lục địa với Úc, đối thủ mà người Uruguay đã đánh bại với tỷ lệ thuyết phục 3-0 để đủ điều kiện tham dự giải đấu World Cup 2002 bốn năm trước. Đáng buồn thay cho Montero, ông khập khiễng vì chấn thương gân kheo trong trận đấu lượt về tại Sydney, và sau đó Úc giành chiến thắng sau loạt sút luân lưu đầy may rủi. Sau thất bại, Montero ngay lập tức tuyên bố giã từ sự nghiệp thi đấu quốc tế, và nói rằng, "những gì xảy ra hôm nay thật đáng tiếc vì những cầu thủ này xứng đáng có mặt ở trận chung kết World Cup". Montero đã có hơn 60 lần khoác áo đội tuyển quốc gia trong khoảng thời gian từ 1991 đến 2006, ghi được 5 bàn thắng.

## Giải nghệ
Được biết, ông đã nghỉ hưu vào cuối tháng 5 năm 2007 sau khi tham gia buổi tập huấn của câu lạc bộ để nói lời tạm biệt với các đồng đội. Các cầu thủ sau đó đã cố gắng thuyết phục Montero trở lại với bóng đá. Người đồng đội Rubén Capria ở Peñarol nói rằng, "đó là một điều khó khăn khi mất đi người đội trưởng của chúng tôi". Trận đấu cuối cùng của Montero cũng là trận đấu chia tay Marcelo Salas, một đồng đội cũ của Montero ở Juventus.
Vào tháng 8 năm 2019, Montero đã đăng ký các khóa học UEFA Pro ở Coverciano.

## Phong cách thi đấu
Được coi là một trong những hậu vệ hay nhất thời bấy giờ và là một trong những trung vệ vĩ đại nhất của Juventus, Montero được mô tả là người "khéo léo với trái bóng và bình tĩnh dưới mọi áp lực", đồng thời là một "cầu thủ bóng đá tài năng và nhãn quan tuyệt vời". Danh tiếng quốc tế của ông là một trong những người "đáng sợ, bất di bất dịch và thực dụng, trong hàng tuyến sau đã chinh phục khắp Ý và Châu Âu". Là một hậu vệ đa năng, Montero có khả năng chơi ở cả trung tâm hàng phòng ngự (cả là một chốt chặn lẫn đánh chặn từ xa) hoặc lệch trái (mặc dù đây không phải là vị trí ưa thích của ông), và ông được biết đến với sức mạnh, chắc chắn, khả năng lãnh đạo và kỹ năng tổ chức hàng phòng ngự. Montero cũng nổi bật trong sự nghiệp nhờ khả năng không chiến, chọn thời điểm, khéo léo và khả năng phân phối bóng.
Một hậu vệ máu lửa, ngoan cường, hoàn thiện và tài năng, ông cũng thường xuyên bị chỉ trích vì sự gây hấn và lối chơi thô bạo trong suốt sự nghiệp, cũng như phản ứng thái quá không cần thiết. Montero cũng là cầu thủ giữ kỷ lục về số thẻ đỏ phải nhận ở Serie A với 16 lần bị đuổi khỏi sân, và 21 lần trong toàn bộ sự nghiệp. Năm 2007, The Times đã xếp Montero ở vị trí 39 trong danh sách 50 cầu thủ bóng đá có lối chơi rắn nhất trong lịch sử. Cựu cầu thủ chạy cánh người xứ Wales Ryan Giggs mô tả Montero và đồng đội đá cặp tại Juventus Ciro Ferrara là "... những cầu thủ phòng ngự khó nhằn nhất mà [anh ấy] đã từng gặp", đồng thời nói thêm rằng, họ thường rất khó vượt qua trong các lần phải đối đầu tay đôi.

## Huấn luyện viên
Sau khi giải nghệ, Montero bắt tay vào làm công việc huấn luyện, bắt đầu ở quê hương Uruguay của mình, lần lượt là các câu lạc bộ Peñarol và Boca Unidos, sau đó là tại Argentina với Colón de Santa Fe và Rosario Central.
Vào ngày 6 tháng 6 năm 2019, Montero trở lại Ý, được tiết lộ là huấn luyện viên trưởng mới của câu lạc bộ Serie C Sambenedettese chuẩn bị cho mùa giải 2019-20.

## Thống kê

### Câu lạc bộ
| Câu lạc bộ                         | Mùa                                | Giải đấu                           | Giải đấu | Giải đấu  | Cúp          | Cúp          | Liên lục địa | Liên lục địa | Toàn bộ | Toàn bộ   |
| Câu lạc bộ                         | Mùa                                | Giải                               | Trận     | Bàn thắng | Trận         | Bàn thắng    | Trận         | Bàn thắng    | Trận    | Bàn thắng |
| Ý                                  | Ý                                  | Giải đấu                           | Giải đấu | Giải đấu  | Coppa Italia | Coppa Italia | châu Âu      | châu Âu      | Tổng số | Tổng số   |
| ---------------------------------- | ---------------------------------- | ---------------------------------- | -------- | --------- | ------------ | ------------ | ------------ | ------------ | ------- | --------- |
| Atalanta                           | 1992-93                            | Serie A                            | 27       | 2         | 2            | 0            | —            | —            | 29      | 2         |
| Atalanta                           | 1993-94                            | Serie A                            | 30       | 0         | 3            | 0            | —            | —            | 33      | 0         |
| Atalanta                           | 1994-95                            | Serie A                            | 34       | 2         | 3            | 0            | —            | —            | 37      | 2         |
| Atalanta                           | 1995-96                            | Serie A                            | 23       | 0         | 6            | 0            | —            | —            | 29      | 0         |
| Tổng cộng                          | Tổng cộng                          | Tổng cộng                          | 114      | 4         | 14           | 0            | —            | —            | 128     | 4         |
| Juventus                           | 1996-97                            | Serie A                            | 26       | 0         | 3            | 1            | 11           | 1            | 421     | 2         |
| Juventus                           | 1997-98                            | Serie A                            | 26       | 0         | 5            | 0            | 7            | 0            | 392     | 0         |
| Juventus                           | 1998-99                            | Serie A                            | 22       | 0         | 2            | 0            | 9            | 0            | 353     | 0         |
| Juventus                           | 1999-00                            | Serie A                            | 28       | 0         | 2            | 0            | 10           | 0            | 40      | 0         |
| Juventus                           | 2000-01                            | Serie A                            | 23       | 0         | 0            | 0            | 0            | 0            | 23      | 0         |
| Juventus                           | 2001-02                            | Serie A                            | 16       | 0         | 4            | 0            | 7            | 1            | 27      | 1         |
| Juventus                           | 2002-03                            | Serie A                            | 21       | 0         | 0            | 0            | 12           | 2            | 344     | 2         |
| Juventus                           | 2003-04                            | Serie A                            | 19       | 1         | 1            | 0            | 6            | 0            | 26      | 1         |
| Juventus                           | 2004-05                            | Serie A                            | 5        | 0         | 1            | 0            | 6            | 0            | 12      | 0         |
| Tổng cộng                          | Tổng cộng                          | Tổng cộng                          | 186      | 1         | 18           | 1            | 68           | 4            | 278     | 6         |
| Tổng cộng cho Atalanta và Juventus | Tổng cộng cho Atalanta và Juventus | Tổng cộng cho Atalanta và Juventus | 300      | 5         | 32           | 1            | 68           | 4            | 406     | 10        |

- 1 Bao gồm 1 trận tại Cúp bóng đá liên lục địa 1996 và 1 trận tại Siêu cúp bóng đá châu Âu 1996.
- 2 Bao gồm 1 trận tại Siêu cúp bóng đá Ý 1997.
- 3 Bao gồm 2 trận tại Vòng loại UEFA Cup mùa giải 1998-99.
- 4 Bao gồm 1 trận tại Siêu cúp bóng đá Ý 2002.

### Bàn thắng quốc tế
| №  | Ngày                 | Địa điểm                                | Đối thủ   | Bàn thắng | Kết quả | Giải đấu                 |
| -- | -------------------- | --------------------------------------- | --------- | --------- | ------- | ------------------------ |
| 1. | 15 tháng 12 năm 1996 | Estadio Centenario, Montevideo, Uruguay | Perú      | 1–0       | 2–0     | Vòng loại World Cup 1998 |
| 2. | 2 tháng 4 năm 1997   | Estadio Centenario, Montevideo, Uruguay | Venezuela | 2–0       | 3–1     | Vòng loại World Cup 1998 |
| 3. | 3 tháng 6 năm 2000   | Estadio Centenario, Montevideo, Uruguay | Chile     | 2–1       | 2–1     | Vòng loại World Cup 2002 |
| 4. | 7 tháng 7 năm 2004   | Estadio Elías Aguirre, Chiclayo, Peru   | México    | 2–2       | 2–2     | Copa America 2004        |
| 5. | 17 tháng 11 năm 2004 | Estadio Centenario, Montevideo, Uruguay | Paraguay  | 1–0       | 1–0     | Vòng loại World Cup 2006 |

## Danh hiệu

### Câu lạc bộ
Juventus
- Serie A (4): 1996–97, 1997–98, 2001–02, 2002–03
- Siêu cúp bóng đá Ý (3): 1997, 2002, 2003
- Siêu cúp bóng đá châu Âu (1): 1996
- Cúp bóng đá liên lục địa (1): 1996
- UEFA Intertoto Cup (1): 1999[28]